# Real Sociedad Geográfica
La Real Sociedad Geográfica es una asociación sin ánimo de lucro de gran importancia científica, creada con el nombre de Sociedad Geográfica de Madrid en 1876, y cuya sede se encuentra en Madrid.
Su objetivo es la difusión del conocimiento geográfico, así como la investigación y estudio del mismo, principalmente de España y los países ligados a ella por motivos culturales o lingüísticos. La Real Sociedad Geográfica desempeña, junto a la Asociación Española de Geografía, la presidencia del Comité Español de la Unión Geográfica Internacional.

## Historia
El antecedente de la actual Real Sociedad Geográfica fue la Sociedad Geográfica de Madrid, constituida el 2 de febrero de 1876, siendo su primer presidente Fermín Caballero, que había sido alcalde de Madrid y ministro, reputado catedrático de Geografía en la Universidad Central de Madrid y encontrándose entre sus fundadores Francisco Coello, Martín Ferreiro, Gómez de Arteche, Merino, Álvarez de Arango, Fernández de Castro, Castro y Díaz, La Llave, Maldonado Macanaz, Jiménez de la Espada, Reyna, Rodríguez Arroquía, Botella y Macpherson.
La sociedad madrileña adquiere el título de Real el 18 de febrero de 1901 y pasa a denominarse Real Sociedad Geográfica. Continuó así un recorrido similar a otras sociedades creadas en otros países europeos durante los dos últimos tercios del siglo XIX y que, en muchas ocasiones, desvelaban no solo el nuevo interés científico del momento, sino también los intereses políticos de las potencias coloniales por tener un conocimiento más preciso de su territorio. Proliferaron las sociedades similares en España, todas después absorbidas por esta: la Sociedad Española para la Exploración de África o la Sociedad Española de Africanistas y Colonialistas.
A lo largo de los años, la sociedad fue impulsora de importantes proyectos, como el de Manuel Iradier en Guinea Ecuatorial o Joaquín Gatell y Folch y otros en Marruecos. En 1922 fue una de las entidades cofundadoras de la Unión Geográfica Internacional.
Entre los años 1931 y 1939, época de la Segunda República, su nombre fue Sociedad Geográfica Nacional, bajo el cual se siguieron publicando sus boletines y desarrollando las actividades habituales. Retomó el nombre de Real Sociedad Geográfica una vez finalizada la guerra civil, en el año 1939.

## Actividades, composición, gobierno y servicios
Sus actividades se centran en el estudio, las conferencias, los debates, así como la divulgación por cualquier medio de los conocimientos específicos, además de colaborar con las instituciones oficiales en la elaboración de los planes de estudio de Geografía y de emitir informes.
Está integrada por cuatro tipos de socios: los de número (que pueden ser vitalicios si aportan una cantidad fija estipulada), que son aquellos que reúnen las condiciones según sus estatutos y tienen derecho a voto; los socios honorarios, a propuesta de la propia sociedad, para todos aquellos que hayan realizado una aportación significativa a la Sociedad o a la ciencia; los socios protectores, que son aquellos que ayudan a financiar con una cuantía mínima la Sociedad y que pueden ser particulares, empresas u otras entidades públicas y privadas; y los estudiantes, es decir, todos aquellos que cursen estudios superiores sobre Geografía.
El gobierno ordinario de la sociedad lo ejerce una Junta Directiva compuesta por veinticuatro vocales, un presidente, cuatro vicepresidentes, un tesorero, un bibliotecario, un secretario general y dos secretarios adjuntos, elegidos por los socios. Desde 2023 su presidente es Rafael Puyol Antolín.
La Sociedad cuenta con un boletín periódico, además de publicaciones especializadas, incluidas las ediciones en facsímil de obras de su fondo que contiene más de 11 000 libros.
Es miembro de la Unión Geográfica Internacional (UGI), la Asociación Europea para la Geografía (EUGEO), la Asociación Europea de Geógrafos (EUROGEO), en el seno de la cual ha participado en diversas redes, entre ellas en la red internacional HERODOT.

## Presidentes de la Real Sociedad Geográfica
- Fermín Caballero (24/03/1876 - 17/06/1876)
- Francisco Coello (12/11/1876 - 12/05/1878)
- Joaquín Gutiérrez Rubalcava (12/05/1878 - 17/05/1879)
- Antonio Cánovas del Castillo (17/05/1879 - 08/05/1881)
- Eduardo Saavedra (08/05/1881 - 08/05/1883)
- Ángel Rodríguez de Quijano y Arroquia (08/05/1883 - 12/05/1885)
- Segismundo Moret (12/05/1885 - 24/05/1887)
- Francisco de Borja Queipo de Llano, conde de Toreno (24/05/1887 - 29/05/1889)
- Francisco Coello (29/05/1889 - 30/09/1898 †)
- Federico Botella (30/09/1898 - 6/06/1899)
- Cesáreo Fernández Duro (6/06/1899 - 5/06/1908)
- Julián Suárez Inclán (5/06/1908 - 09/03/1909)
- Víctor María Concas (09/03/1909 - 22/06/1909)
- Marcelo de Azcárraga (30/06/1909--/30/05/1915)
- Javier Ugarte (21/06/1915 - 27/06/1919)
- Francisco Bergamín (29/10/1919 - 05/12/1927)
- Pío Suárez Inclán (30/01/1928 - 09/06/1930)
- Eloy Bullón y Fernández (09/06/1930 - 13/06/1932)
- Gregorio Marañón y Posadillo (13/06/1932 - 25/06/1934)
- Luis Rodríguez de Viguri (25/06/1934 - 18/07/1936)
- Sin presidente  (hasta 1939 no se volverá a elegir Presidente)
- Antonio Aranda Mata (8/01/1939 - 08/02/1943)
- Pedro de Novo y Fernández Chicarro (08/02/1943 - 31/05/1950)
- Francisco Bastarreche y Díez de Bulnes (31/05/1950 - 28/05/1962)
- Carlos Martínez de la Torre (28/05/1962 - 13/01/1964)
- Ángel González de Mendoza y Dorvier (13/01/1964 - 2/06/1975)
- José María Torroja Menéndez (2/06/1975 - 20/12/1994)
- Rodolfo Núñez de las Cuevas (20/12/1994-23/09/2002)
- Juan Velarde Fuertes (23/09/2002-3/02/2023)
- Rafael Puyol Antolín (3/02/2023-act)